# Niekarzyn
Niekarzyn is een plaats in het Poolse district  Świebodziński, woiwodschap Lubusz. De plaats maakt deel uit van de gemeente Skąpe en telt 406 inwoners.